# 光亮鳞毛蕨
光亮鳞毛蕨（学名：Dryopteris splendens）为鳞毛蕨科鳞毛蕨属下的一个种。